# Nord-Zentralprovinz (Sri Lanka)
Koordinaten: 8° 17′ N, 80° 29′ O
Die Nord-Zentralprovinz (Singhalesisch: උතුරු මැද පළාත Uturu Mæda Paḷāta [ˈut̪uru ˈmæd̪ə paˈlaːt̪ə], வட மத்திய மாகாணம் Vaṭa Mattiya Mākāṇam [ˈʋaɖə ˈmat̪ːijə ˈmaːɡaːɳʌm], Englisch: North Central Province) ist eine Provinz Sri Lankas. Die Hauptstadt ist Anuradhapura. Die Provinz besteht aus den beiden Verwaltungsdistrikten Anuradhapura und Polonnaruwa und ist wirtschaftlich eher rückständig und dünn besiedelt. Die Vegetation besteht hauptsächlich aus tropischen Trockenwäldern.